# Economia de la felicitat

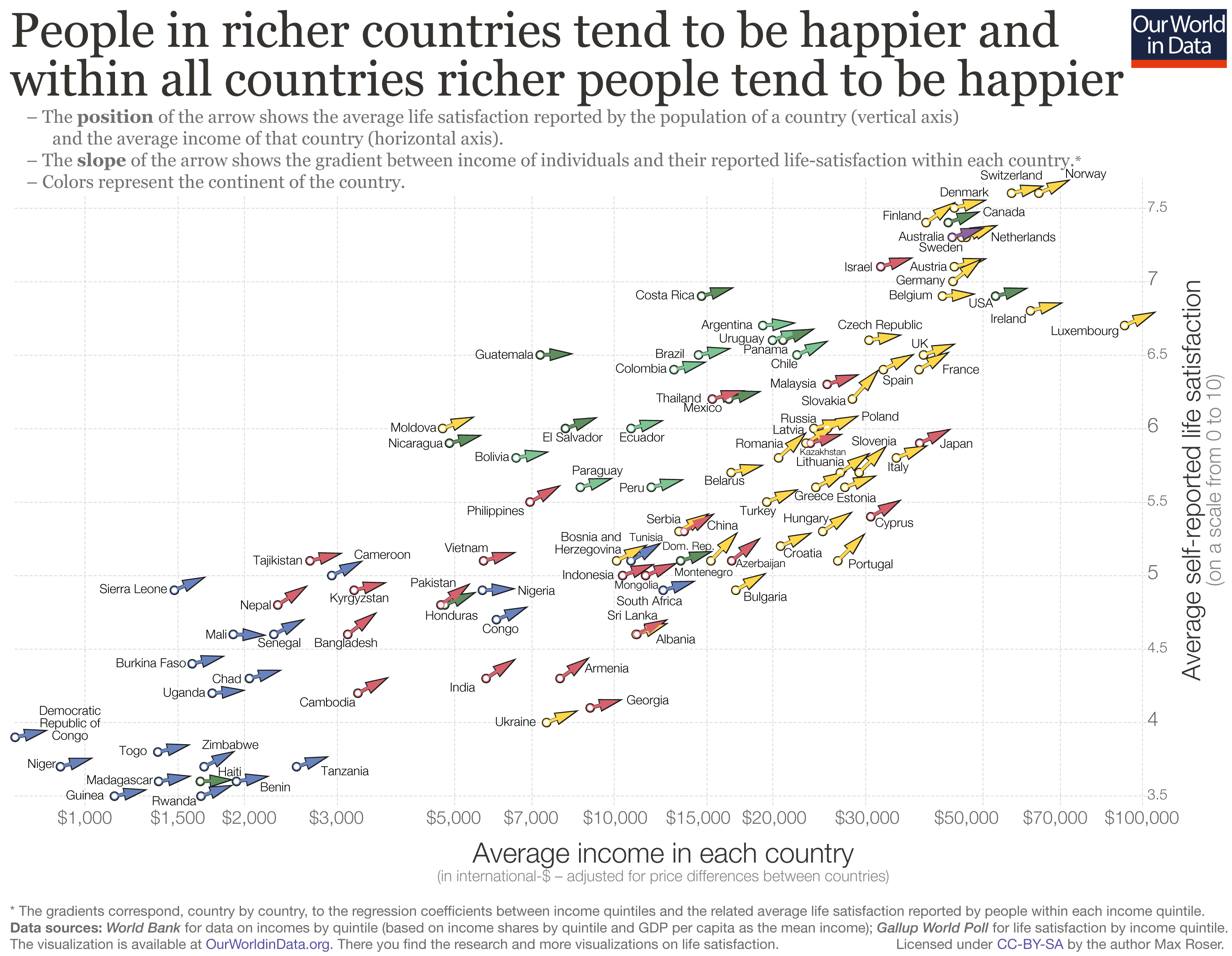
Els països més rics solen ser més feliços que els països més pobres (les observacions s'alineen al voltant d'una tendència a l'alça), i les persones més riques dels països solen ser més feliços que les persones més pobres dels mateixos països (les fletxes apunten constantment al nord-est).

L'economia de la felicitat o l'economia de la felicitat és l'estudi teòric, qualitatiu i quantitatiu de la felicitat i la qualitat de vida, incloent-hi els efectes positius i negatius, el benestar, la satisfacció amb la vida i conceptes relacionats, normalment lligant l'economia més estretament del que és habitual amb altres ciències socials, com la sociologia psicologia, així com la salut física. Normalment tracta les mesures subjectives relacionades amb la felicitat, així com els índexs de qualitat de vida més objectius, en lloc de la riquesa, els ingressos o els beneficis, com una cosa a maximitzar.
El camp ha crescut substancialment des de finals del segle xx, per exemple mitjançant el desenvolupament de mètodes, enquestes i índexs per mesurar la felicitat i conceptes relacionats, així com la qualitat de vida. Les troballes de la felicitat s'han descrit com un repte per a la teoria i la pràctica de l'economia. No obstant això, el foment de la felicitat nacional bruta, així com un índex específic per mesurar-la, s'ha adoptat explícitament a la Constitució de Bhutan el 2008, per guiar la seva governança econòmica.

## Classificacions de matèries
El tema es pot categoritzar de diverses maneres, depenent de l'especificitat, la intersecció i la classificació creuada. Per exemple, dins dels codis de classificació del Journal of Economic Literature, s'ha classificat en:
- Economia del benestar a JEL: D63: equitat, justícia, desigualtat i altres criteris normatius i mesura
- Salut, educació i benestar a JEL: I31 – Benestar general; Necessitats bàsiques; nivells de vida; qualitat de vida; Felicitat[2]
- Economia demogràfica a JEL:J18 – Política pública.

## Metrologia
Donada la seva naturalesa, la felicitat informada és subjectiva.  És difícil comparar la felicitat d'una persona amb la d'una altra.  Pot ser especialment difícil comparar la felicitat entre cultures.  No obstant això, molts economistes de la felicitat creuen que han resolt aquest problema de comparació. Seccions transversals de grans mostres de dades entre nacions i temps demostren patrons coherents en els determinants de la felicitat.
La felicitat es mesura normalment mitjançant mesures subjectives, com ara enquestes autoinformades, i/o mesures objectives. Una preocupació sempre ha estat la precisió i la fiabilitat de les respostes de la gent a les enquestes de felicitat. Sovint s'utilitzen mesures objectives, com ara la vida, els ingressos i l'educació, així com o en lloc de la felicitat informada subjectivament, tot i que això suposa que generalment produeixen felicitat, cosa que, tot i que és plausible, no necessàriament és així. Els termes qualitat de vida o benestar s'utilitzen sovint per englobar aquestes mesures més objectives.
Les equacions microeconomètriques de felicitat tenen la forma estàndard: {\displaystyle W_{it}=\alpha +\beta {x_{it}}+\epsilon _{it}}.  En aquesta equació {\displaystyle W} és el benestar informat de l'individu {\displaystyle i} a l'hora {\displaystyle t}, i {\displaystyle x} és un vector de variables conegudes, que inclouen característiques sociodemogràfiques i socioeconòmiques.
La felicitat macroeconomètrica ha estat mesurada per alguns com a felicitat nacional bruta, després de la introducció de la mesura de Sicco Mansholt el 1972, i per altres com un índex de riquesa genuïna. Anielski l'any 2008 va escriure una definició de referència sobre com mesurar cinc tipus de capital: (1) humà; (2) social; (3) natural; (4) construït; i (5) financer.
La felicitat, el benestar o la satisfacció amb la vida es consideraven incommensurables en l'economia clàssica i neoclàssica. Van Praag va ser la primera persona que va organitzar grans enquestes per mesurar explícitament el benestar derivat dels ingressos. Ho va fer amb la pregunta d'avaluació d'ingressos (IEQ). Aquest enfocament s'anomena Escola de Leyden. Porta el nom de la universitat holandesa on es va desenvolupar aquest enfocament. Altres investigadors van incloure Arie Kapteyn i Aldi Hagenaars.
Alguns científics afirmen que la felicitat es pot mesurar tant subjectivament com objectivament observant el centre de l'alegria del cervell il·luminat amb imatges avançades, encara que això planteja problemes filosòfics, per exemple sobre si això es pot tractar com més fiable que la felicitat subjectiva informada.

## Determinants

### PIB i PNB
Normalment, les mesures financeres nacionals, com ara el producte interior brut (PIB) i el producte nacional brut (PNB), s'han utilitzat com a mesura de l'èxit de la política. Hi ha una associació significativa entre el PIB i la felicitat, ja que els ciutadans de les nacions més riques són més feliços que els de les nacions més pobres. L'any 2002, els investigadors van argumentar que aquesta relació s'estén només a un PIB mitjà per càpita d'uns 15.000 dòlars. Als anys 2000, diversos estudis han obtingut el resultat contrari, per la qual cosa aquesta paradoxa d'Easterlin és controvertida.

### Renda individual
Històricament, els economistes han dit que el benestar és una funció simple dels ingressos. Tanmateix, s'ha comprovat que un cop la riquesa arriba a un nivell de subsistència, la seva eficàcia com a generador de benestar es veu molt disminuïda. Els economistes de la felicitat esperen canviar la manera com els governs veuen el benestar i com governar i assignar recursos de manera més eficaç donada aquesta paradoxa.

### Seguretat social
Ruut Veenhoven va afirmar que els pagaments de la seguretat social no semblen augmentar la felicitat. Això pot ser degut al fet que els ingressos no obtinguts per compte propi (per exemple, d'una loteria) tampoc no contribueixen a la felicitat en general. La felicitat pot ser la recompensa de la ment per una acció útil. Tanmateix, Johan Norberg de CIS, un think tank d'economia de lliure empresa, presenta la hipòtesi que com les persones que pensen que ells mateixos controlen les seves vides són més feliços, les institucions paternalistes poden disminuir la felicitat.

### Ocupació
En general, el benestar dels ocupats és superior al dels que estan a l'atur. L'ocupació en si no pot augmentar el benestar subjectiu, però facilita activitats que ho fan (com ara el suport a una família, la filantropia i l'educació). Tot i que el treball augmenta el benestar gràcies a la generació d'ingressos, el nivell d'ingressos no és tan indicatiu del benestar subjectiu com altres beneficis relacionats amb l'ocupació. Els sentiments d'autonomia i domini, que es troben en nivells més alts en els ocupats que en els desocupats, són predictors més forts del benestar subjectiu que la riquesa.

### Relacions i fills
A la dècada de 1970, les dones generalment informaven d'un benestar subjectiu més alt que els homes. El 2009, la disminució de la felicitat femenina informada havia erosionat la bretxa de gènere.
A les societats riques, on un augment dels ingressos no equival a un augment dels nivells de benestar subjectiu, les relacions personals són els factors determinants de la felicitat.

### Llibertat i control
Hi ha una correlació significativa entre sentir-se en control de la pròpia vida i els nivells de felicitat.

### Felicitat i oci
Gran part de la investigació sobre la felicitat i l'oci es basa en el benestar subjectiu (SWB) com a mesura adequada de la felicitat. La investigació ha demostrat una gran varietat de factors que contribueixen i resulten en la relació entre l'oci i la felicitat. Aquests inclouen els mecanismes psicològics, i els tipus i característiques de les activitats de lleure que donen com a resultat els nivells més alts de felicitat subjectiva. Concretament, l'oci pot desencadenar cinc mecanismes psicològics bàsics que inclouen el despreniment-recuperació del treball, l'autonomia en l'oci, el domini de les activitats de lleure, la creació de significats en les activitats d'oci i l'afiliació social a l'oci (DRAMMA). Les activitats de lleure que són físiques, relacionals i realitzades a l'aire lliure es correlacionen amb una major satisfacció amb el temps lliure.

### Seguretat econòmica
L'alleujament de la pobresa s'associa amb poblacions més feliços. Segons l'última revisió sistemàtica de la literatura econòmica sobre la satisfacció amb la vida: La inflació volàtil o elevada és dolenta per al benestar d'una població, especialment d'aquelles amb una orientació política de dretes. Això suggereix que l'impacte de les interrupcions en la seguretat econòmica està en part mediat o modificat per creences sobre la seguretat econòmica.

### Estabilitat política
El Voxeu l'anàlisi dels determinants econòmics de la felicitat va trobar que la satisfacció amb la vida explica la part més gran de la quota de vot d'un govern existent, seguida del creixement econòmic, que explica sis vegades més que l'ocupació i el doble que la inflació.

### Llibertat econòmica
Les societats individualistes tenen poblacions més feliços. Els instituts de llibertat econòmica s'associen a augmentar la desigualtat de la riquesa, però no necessàriament contribueixen a disminuir el benestar agregat o el benestar subjectiu a nivell de població. De fet, la desigualtat d'ingressos millora el benestar global. Hi ha un cert debat sobre si viure en veïns pobres fa que un sigui més feliç. I, viure entre veïns rics pot apagar la felicitat que prové de la riquesa. Es pretén que això funcioni mitjançant un efecte de comparació a l'alça o a la baixa.

### Democràcia
"El dret a participar en el procés polític, mesurat per l'abast dels drets democràtics directes entre regions, està fortament correlacionat amb el benestar subjectiu (Frey i Stutzer, 2002 )... un mecanisme potencial que explica aquesta relació és la percepció d'equitat procedimental i mobilitat social". Les institucions i el benestar, la democràcia i el federalisme s'associen a una població més feliç. En conseqüència, el compromís polític i l'activisme tenen beneficis per a la salut associats. D'altra banda, alguns països no democràtics com la Xina i l'Aràbia Saudita encapçalen la llista d'Ipsos de països on la ciutadania està més contenta amb la direcció del seu govern. Això suggereix que les preferències de vot poden no traduir-se bé en la satisfacció general amb la direcció del govern. En qualsevol cas, tots dos factors van revelar la preferència i la satisfacció específica del domini més que el benestar subjectiu general.

### Desenvolupament econòmic
Històricament, els economistes pensaven que el creixement econòmic no estava relacionat amb el benestar de la població, un fenomen anomenat la paradoxa d'Easterlin. Una investigació més sòlida ha identificat que hi ha un vincle entre el desenvolupament econòmic i el benestar de la població. Una metaanàlisi <2017 mostra que l'impacte de la despesa en infraestructures en el creixement econòmic varia considerablement.